# Decrepit Birth
Decrepit Birth é uma banda de  technical death metal de Santa Cruz (Califórnia), nos Estados Unidos da América.

## integrantes
- Bill Robinson - vocalista (2001–presente)
- Matt Sotelo- guitarra, backing vocals (2001–presente)
- Sam "Samus" Paulicelli - (2010–presente)
- Sean Martinez - bass (2013-presente)

## Discografia
Álbuns
- 2003 - ...and Time Begins
- 2008 - Diminishing Between Worlds
- 2010 - Polarity
- 2017 - Axis Mundi

Demo
- 2006 - Promo